# Kania (planta)
Kania es un género de plantas perteneciente a la familia Myrtaceae. Es originario de Filipinas y Papua Nueva Guinea.

## Especies
- Kania eugenioides Schltr., Bot. Jahrb. Syst. 52: 120 (1914).
- Kania hirsutula (F.Muell.) A.J.Scott, Kew Bull. 45: 206 (1990).
- Kania microphylla (Quisumb. & Merr.) Peter G.Wilson, Blumea 28: 179 (1982).
- Kania nettotensis A.J.Scott, Kew Bull. 38: 309 (1983).
- Kania platyphylla A.J.Scott, Kew Bull. 38: 309 (1983).
- Kania urdanetensis (Elmer) Peter G.Wilson, Blumea 28: 179 (1982).